# Symphorichthys spilurus
Symphorichthys spilurus là loài cá biển duy nhất thuộc chi Symphorichthys trong họ Cá hồng. Loài này được mô tả lần đầu tiên vào năm 1874.

## Từ nguyên
Tên chi được ghép từ Symphorus, đề cập đến vị trí trước đó của S. spilurus trong chi này, và ichthys ("cá"). Còn từ định danh được ghép từ spílos (σπίλος, "đốm") và ourá (οὐρά, "đuôi") trong tiếng Hy Lạp cổ đại, hàm ý đề cập đến đốm lớn trên cuống đuôi của cá trưởng thành.

## Phạm vi phân bố và môi trường sống
Từ bờ biển phía tây Thái Lan, S. spilurus được phân bố trải dài về phía đông đến Fiji và Tonga, mở rộng ở phần lớn khu vực Đông Nam Á, ngược lên phía bắc đến quần đảo Ryukyu (Nhật Bản), xa về phía nam đến bờ bắc Úc và Nouvelle-Calédonie. S. spilurus cũng được ghi nhận tại vùng biển Việt Nam.
S. spilurus sống tập trung trên nền cát, gần các rạn san hô ở độ sâu từ ít nhất là 5 đến 60 m.

## Mô tả
Chiều dài cơ thể lớn nhất được ghi nhận ở S. spilurus là 60 cm. Cá trưởng thành màu vàng nhạt với các dải sọc ngang màu xanh óng ở hai bên thân và đầu. Một đốm đen lớn với viền trắng phủ nửa trên cuống đuôi. Vạch cam băng ngang giữa hai hốc mắt và vạch cam khác ở phía trên gốc vây ngực, vòng qua đỉnh đầu. Cá con màu nâu nhạt ở thân trên, trắng ở thân dưới với dải đen dày phân chia hai vùng màu. Một số tia mềm trước ở vây lưng và vây hậu môn vươn dài thành các sợi tia.
Vào mùa sinh sản, sọc xanh trên thân cá đực và cá cái trở nên đậm hơn, vây lưng và vây đuôi của cá đực cũng trở nên sẫm màu hơn (cá cái thì không). Màu sắc cá đực trở nên đậm hơn nhiều khi chúng thực hiện màn tán tỉnh. Ngược lại, màu sắc cá cái lại nhạt và sáng hơn nhiều.
Số gai ở vây lưng: 10; Số tia vây ở vây lưng: 17–19; Số gai ở vây hậu môn: 3; Số tia vây ở vây hậu môn: 11; Số tia vây ở vây ngực: 16–17; Số vảy đường bên: 52–59.

## Sinh thái
Thức ăn của S. spilurus là các loài cá nhỏ, động vật giáp xác sống trong cát và động vật thân mềm.

## Thương mại
Cá lớn thường được bán tươi trong các chợ cá, trong khi cá con được nuôi làm cá cảnh. Ở một số nơi trong phạm vi phân bố, S. spilurus đang bị đánh bắt quá mức.